# Força Aèria de l'Exèrcit Popular d'Alliberament
La Força Aèria de l'Exèrcit Popular d'Alliberament (en xinès: 中国人民解放军 空军) (en pinyin: Zhōngguó rénmín jiěfàngjūn kōngjūn) és la branca aèria de l'Exèrcit Popular d'Alliberament, principal component militar de la República Popular de la Xina. Està composta aproximadament per 400.000 homes i al voltant de 2000 aeronaus, fent-la la força aèria més gran d'Àsia, i la tercera més gran del món darrere de la Força Aèria dels Estats Units i la Força Aèria Russa.

## Història
La primera arma aèria organitzada d'EPL va ser el "Grup Aèri Nanyuan", format l'estiu de 1949 amb quaranta aparells ex-Nacionalistes, era el responsable de la defensa de l'espai aeri de la nova capital de la Xina, Beijing.
La Unió Soviètica va ajudar a fundar la nova força aèria l'11 de novembre de 1949, poc després d'establerta la República Popular de la Xina, i va començar a proveir amb aeronaus a la mateixa a partir de 1951. La producció de tecnologia va començar dos anys després. Els soviètics també es van involucrar en l'entrenament dels nous pilots. Instructors russos van entrenar a les noves tripulacions en tàctiques de combat soviètiques. Aquests nous pilots van prendre part, fins a cert grau, en la Guerra de Corea, on juntament amb els seus col·legues russos es van enfrontar als avions americans.
En 1956, la Xina, ja fabricava els seus propis avions, però inicialment van ser còpies de models soviètics. El primer va ser el J-2 (còpia local del MiG-15); alguns observadors occidentals es refereixen a la variant millorada MiG-15bis com J-4, però aquesta designació mai va ser usada en la FAEPL. El 1958, l'increment de la cooperació amb els soviètics li va permetre als xinesos començar la producció del J-5 (MiG-17) i del J-6 (MiG-19) sota llicència.
La dècada de 1960 va demostrar ser un període de dificultats per a la FAEPL. Això va ser conseqüència de la Ruptura Sinó-Soviètica i la consegüent retirada de l'ajuda soviètica sense la qual, la indústria aeronàutica xinesa va estar a punt de col·lapsar. L'activitat va declinar marcadament durant 1963, degut en gran part a l'alta prioritat donada al programa de míssils i armes nuclears. La indústria aèria va començar a recuperar-se el 1965, temps en què la Xina va començar a proveir a les forces del Vietnam del Nord amb J-2, J-4, J-5 i alguns J-6 al començament de la Guerra del Vietnam. Els 60 també van ser testimonis del primer disseny xinès, anomenat J-8.

## Aeronaus

### Caçes
| Shenyang J-11       | Shenyang J-11 |
| ------------------- | --- |
|                     | \| Designació interna: \| 歼-11 \| \| Entrada en servei: \| 1998 \| \| Missió: \| Caça \| \| Aeronaus en servei: \| 165 \| |
| Designació interna: | 歼-11 |
| Entrada en servei:  | 1998 |
| Missió:             | Caça |
| Aeronaus en servei: | 165 |

| Sukhoi Su-27        | Sukhoi Su-27 |
| ------------------- | --- |
|                     | \| Designació interna: \| Сухой Су-27 \| \| Entrada en servei: \| 1985 \| \| Missió: \| Caça \| \| Aeronaus en servei: \| 76 \| |
| Designació interna: | Сухой Су-27 |
| Entrada en servei:  | 1985 |
| Missió:             | Caça |
| Aeronaus en servei: | 76 |

| Sukhoi Su-30        | Sukhoi Su-30 |
| ------------------- | --- |
|                     | \| Designació interna: \| Сухой Су-30 \| \| Entrada en servei: \| 1996 \| \| Missió: \| Caça \| \| Aeronaus en servei: \| 73 \| |
| Designació interna: | Сухой Су-30 |
| Entrada en servei:  | 1996 |
| Missió:             | Caça |
| Aeronaus en servei: | 73 |

| Shenyang J-16       | Shenyang J-16 |
| ------------------- | --- |
|                     | \| Designació interna: \| 歼-16 \| \| Entrada en servei: \| 2013 \| \| Missió: \| Caça \| \| Aeronaus en servei: \| 24 \| |
| Designació interna: | 歼-16 |
| Entrada en servei:  | 2013 |
| Missió:             | Caça |
| Aeronaus en servei: | 24 |

| Chengdu J-10        | Chengdu J-10 |
| ------------------- | --- |
|                     | \| Designació interna: \| 歼-10 \| \| Entrada en servei: \| 2005 \| \| Missió: \| Caça \| \| Aeronaus en servei: \| 250 \| |
| Designació interna: | 歼-10 |
| Entrada en servei:  | 2005 |
| Missió:             | Caça |
| Aeronaus en servei: | 250 |

| Shenyang J-8        | Shenyang J-8 |
| ------------------- | --- |
|                     | \| Designació interna: \| 歼-8 \| \| Entrada en servei: \| 1980 \| \| Missió: \| Caça \| \| Aeronaus en servei: \| 168 \| |
| Designació interna: | 歼-8 |
| Entrada en servei:  | 1980 |
| Missió:             | Caça |
| Aeronaus en servei: | 168 |

| Chengdu J-7         | Chengdu J-7 |
| ------------------- | --- |
|                     | \| Designació interna: \| 歼-7 \| \| Entrada en servei: \| 1966 \| \| Missió: \| Caça \| \| Aeronaus en servei: \| 388 \| |
| Designació interna: | 歼-7 |
| Entrada en servei:  | 1966 |
| Missió:             | Caça |
| Aeronaus en servei: | 388 |

### Caça bombarders
| Xian JH-7           | Xian JH-7 |
| ------------------- | --- |
|                     | \| Designació interna: \| 西安JH-7 \| \| Entrada en servei: \| 1992 \| \| Missió: \| Caça bombarder \| \| Aeronaus en servei: \| 240 \| |
| Designació interna: | 西安JH-7 |
| Entrada en servei:  | 1992 |
| Missió:             | Caça bombarder |
| Aeronaus en servei: | 240 |

| Nanchang Q-5        | Nanchang Q-5 |
| ------------------- | --- |
|                     | \| Designació interna: \| 强-5 \| \| Entrada en servei: \| 1970 \| \| Missió: \| Caça bombarder \| \| Aeronaus en servei: \| 120 \| |
| Designació interna: | 强-5 |
| Entrada en servei:  | 1970 |
| Missió:             | Caça bombarder |
| Aeronaus en servei: | 120 |

### Bombarder
| Xian H-6            | Xian H-6 |
| ------------------- | --- |
|                     | \| Designació interna: \| 轰-6 \| \| Entrada en servei: \| 1959 \| \| Missió: \| Bombarder \| \| Aeronaus en servei: \| 120 \| |
| Designació interna: | 轰-6 |
| Entrada en servei:  | 1959 |
| Missió:             | Bombarder |
| Aeronaus en servei: | 120 |

### Transport
| Iluyshin Il-76      | Iluyshin Il-76 |
| ------------------- | --- |
|                     | \| Designació interna: \| Ил-76 \| \| Entrada en servei: \| 1974 \| \| Missió: \| Transport \| \| Aeronaus en servei: \| 14 \| |
| Designació interna: | Ил-76 |
| Entrada en servei:  | 1974 |
| Missió:             | Transport |
| Aeronaus en servei: | 14 |

| Shaanxi Y-8         | Shaanxi Y-8 |
| ------------------- | --- |
|                     | \| Designació interna: \| 运-8 \| \| Entrada en servei: \| 1974 \| \| Missió: \| Transport \| \| Aeronaus en servei: \| 60 \| |
| Designació interna: | 运-8 |
| Entrada en servei:  | 1974 |
| Missió:             | Transport |
| Aeronaus en servei: | 60 |

| Shaanxi Y-9         | Shaanxi Y-9 |
| ------------------- | --- |
|                     | \| Designació interna: \| 运-9 \| \| Entrada en servei: \| 2010 \| \| Missió: \| Transport \| \| Aeronaus en servei: \| 7 \| |
| Designació interna: | 运-9 |
| Entrada en servei:  | 2010 |
| Missió:             | Transport |
| Aeronaus en servei: | 7 |

| Xian Y-7            | Xian Y-7 |
| ------------------- | --- |
|                     | \| Designació interna: \| 运-7 \| \| Entrada en servei: \| 1970 \| \| Missió: \| Transport \| \| Aeronaus en servei: \| 50 \| |
| Designació interna: | 运-7 |
| Entrada en servei:  | 1970 |
| Missió:             | Transport |
| Aeronaus en servei: | 50 |

| Tupolev Tu-154      | Tupolev Tu-154 |
| ------------------- | --- |
|                     | \| Designació interna: \| Ту-154 \| \| Entrada en servei: \| 1972 \| \| Missió: \| Transport \| \| Aeronaus en servei: \| 12 \| |
| Designació interna: | Ту-154 |
| Entrada en servei:  | 1972 |
| Missió:             | Transport |
| Aeronaus en servei: | 12 |

| Xian MA60           | Xian MA60 |
| ------------------- | --- |
|                     | \| Designació interna: \| 新舟-60 \| \| Entrada en servei: \| 2000 \| \| Missió: \| Transport \| \| Aeronaus en servei: \| 9 \| |
| Designació interna: | 新舟-60 |
| Entrada en servei:  | 2000 |
| Missió:             | Transport |
| Aeronaus en servei: | 9 |

| Harbin Y-12         | Harbin Y-12 |
| ------------------- | --- |
|                     | \| Designació interna: \| 运-12 \| \| Entrada en servei: \| 1982 \| \| Missió: \| Transport \| \| Aeronaus en servei: \| 8 \| |
| Designació interna: | 运-12 |
| Entrada en servei:  | 1982 |
| Missió:             | Transport |
| Aeronaus en servei: | 8 |

| Harbin Y-11         | Harbin Y-11 |
| ------------------- | --- |
|                     | \| Designació interna: \| 运-11 \| \| Entrada en servei: \| 1977 \| \| Missió: \| Transport \| \| Aeronaus en servei: \| 20 \| |
| Designació interna: | 运-11 |
| Entrada en servei:  | 1977 |
| Missió:             | Transport |
| Aeronaus en servei: | 20 |

| Antonov An-2        | Antonov An-2 |
| ------------------- | --- |
|                     | \| Designació interna: \| Ан-2 \| \| Entrada en servei: \| 1947 \| \| Missió: \| Transport \| \| Aeronaus en servei: \| 170 \| |
| Designació interna: | Ан-2 |
| Entrada en servei:  | 1947 |
| Missió:             | Transport |
| Aeronaus en servei: | 170 |

| Bombardier CRJ-200  | Bombardier CRJ-200 |
| ------------------- | --- |
|                     | \| Designació interna: \| CRJ-200 \| \| Entrada en servei: \| 1992 \| \| Missió: \| Transport \| \| Aeronaus en servei: \| 5 \| |
| Designació interna: | CRJ-200 |
| Entrada en servei:  | 1992 |
| Missió:             | Transport |
| Aeronaus en servei: | 5 |

| Bombardier CRJ-700  | Bombardier CRJ-700 |
| ------------------- | --- |
|                     | \| Designació interna: \| CRJ-700 \| \| Entrada en servei: \| 2001 \| \| Missió: \| Transport \| \| Aeronaus en servei: \| 5 \| |
| Designació interna: | CRJ-700 |
| Entrada en servei:  | 2001 |
| Missió:             | Transport |
| Aeronaus en servei: | 5 |

### Alerta i control
| Iluyshin IL-76      | Iluyshin IL-76 |
| ------------------- | --- |
|                     | \| Designació interna: \| Ил-76 \| \| Entrada en servei: \| 1974 \| \| Missió: \| Alerta i control \| \| Aeronaus en servei: \| 5 \| |
| Designació interna: | Ил-76 |
| Entrada en servei:  | 1974 |
| Missió:             | Alerta i control |
| Aeronaus en servei: | 5 |

| Shaanxi Y-8         | Shaanxi Y-8 |
| ------------------- | --- |
|                     | \| Designació interna: \| 运-8 \| \| Entrada en servei: \| 1974 \| \| Missió: \| Alerta i control \| \| Aeronaus en servei: \| 6 \| |
| Designació interna: | 运-8 |
| Entrada en servei:  | 1974 |
| Missió:             | Alerta i control |
| Aeronaus en servei: | 6 |

### Guerra electrònica
| Tupolev Tu-154      | Tupolev Tu-154 |
| ------------------- | --- |
|                     | \| Designació interna: \| Ту-154 \| \| Entrada en servei: \| 1972 \| \| Missió: \| Guerra electrònica \| \| Aeronaus en servei: \| 4 \| |
| Designació interna: | Ту-154 |
| Entrada en servei:  | 1972 |
| Missió:             | Guerra electrònica |
| Aeronaus en servei: | 4 |

| Shaanxi Y-8         | Shaanxi Y-8 |
| ------------------- | --- |
|                     | \| Designació interna: \| 运-8 \| \| Entrada en servei: \| 1974 \| \| Missió: \| Guerra electrònica \| \| Aeronaus en servei: \| 16 \| |
| Designació interna: | 运-8 |
| Entrada en servei:  | 1974 |
| Missió:             | Guerra electrònica |
| Aeronaus en servei: | 16 |

### Abastament en vol
| Xian H-6            | Xian H-6 |
| ------------------- | --- |
|                     | \| Designació interna: \| 轰-6 \| \| Entrada en servei: \| 1959 \| \| Missió: \| Abastament en vol \| \| Aeronaus en servei: \| 10 \| |
| Designació interna: | 轰-6 |
| Entrada en servei:  | 1959 |
| Missió:             | Abastament en vol |
| Aeronaus en servei: | 10 |

### Entrenament
| Aeronau              | Tipus       | Quantitat | Foto |
| -------------------- | ----------- | --------- | ---- |
| Nanchang CJ-6        | Entrenament | 400       |      |
| Hongdu JL-8          | Entrenament | 190       |      |
| Hongdu Yakovlev CJ-7 | Entrenament | 50        |      |
| Hongdu L-15          | Entrenament | 2         |      |
| Ghuizhou JL-9        | Entrenament | 2         |      |

### Helicòpters
| Aeronau             | Tipus     | Quantitat | Foto |
| ------------------- | --------- | --------- | ---- |
| Mil Mi-8            | Transport | 50        |      |
| Mil Mi-17           | Transport | 10        |      |
| Harbin Z-9          | Transport | 45        |      |
| Bell 214            | Transport | 4         |      |
| Aerospatiale SA-321 | Transport | 22        |      |
| Eurocopter AS-332   | Transport | 6         |      |